# 巴尼亞峰

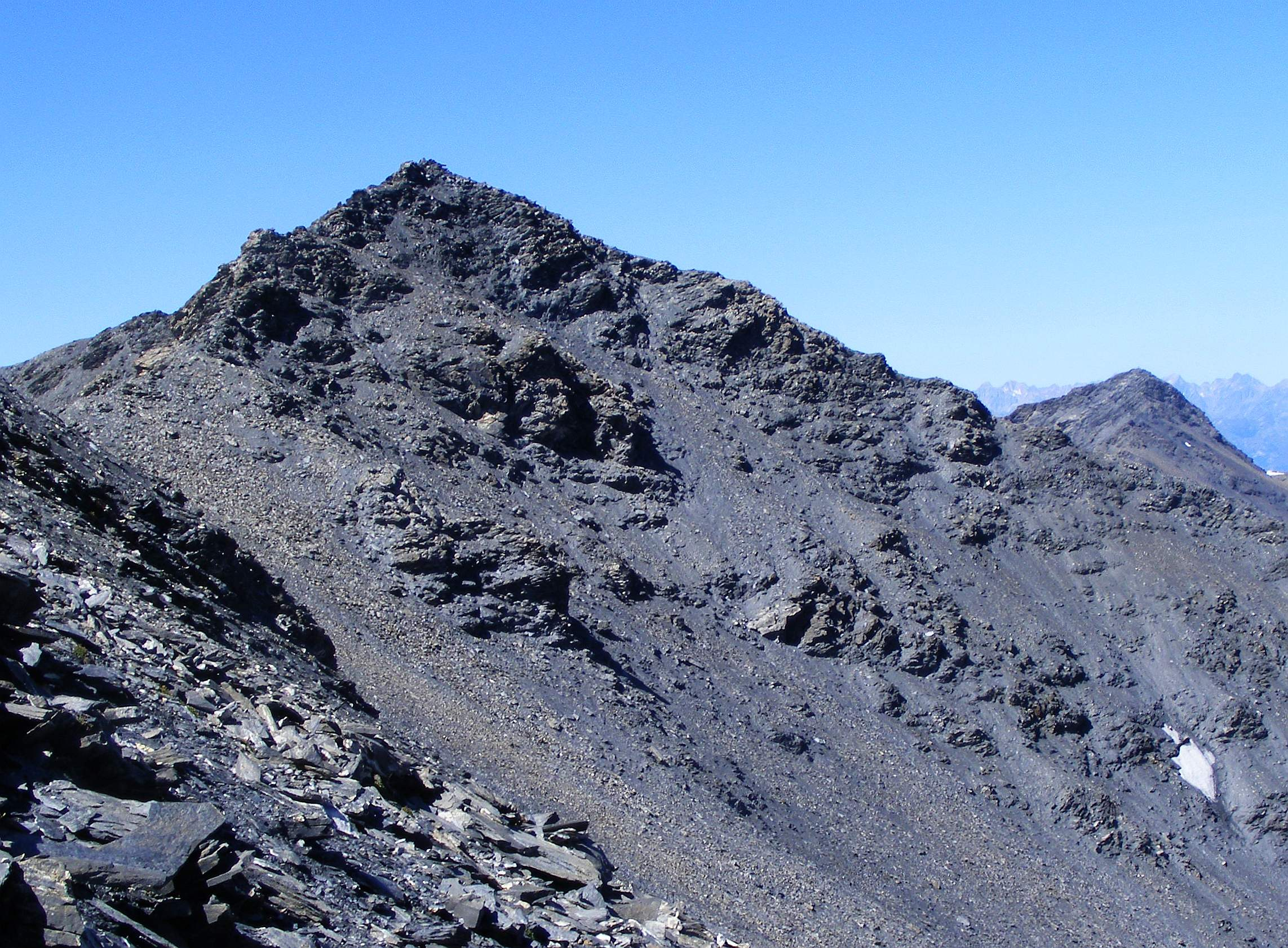

45°08′41″N 06°42′41″E / 45.14472°N 6.71139°E
巴尼亞峰（法語：Cime du Grand Vallon），是西歐的山峰，位於法國和意大利接壤的邊境，由羅納-阿爾卑斯大區和皮埃蒙特大區負責管轄，屬於科蒂安阿爾卑斯山脈的一部分，海拔高度3,129米。